# Woreda spécial
 (mars 2020).
Si vous disposez d'ouvrages ou d'articles de référence ou si vous connaissez des sites web de qualité traitant du thème abordé ici, merci de compléter l'article en donnant les références utiles à sa vérifiabilité et en les liant à la section « Notes et références ».
En Éthiopie, un woreda spécial est un woreda (l'une des subdivisions de l'Éthiopie) qui a pour particularité de ne faire partie d'aucune zone administrative.
Ces woredas spéciaux se situent :
- dans la région des nations, nationalités et peuples du Sud : 
  - Alaba
  - Alle
  - Amaro
  - Basketo
  - Burji
  - Dirashe
  - Konso
  - Yem
- dans la région Éthiopie du Sud-Ouest : Konta
- dans la région Benishangul-Gumuz :
  - Mao Komo
  - Pawe
- dans la région Afar : Argobba
- dans la région Amhara : Argobba (en)
- dans la région Gambela : Itang